# 约翰·潘兴

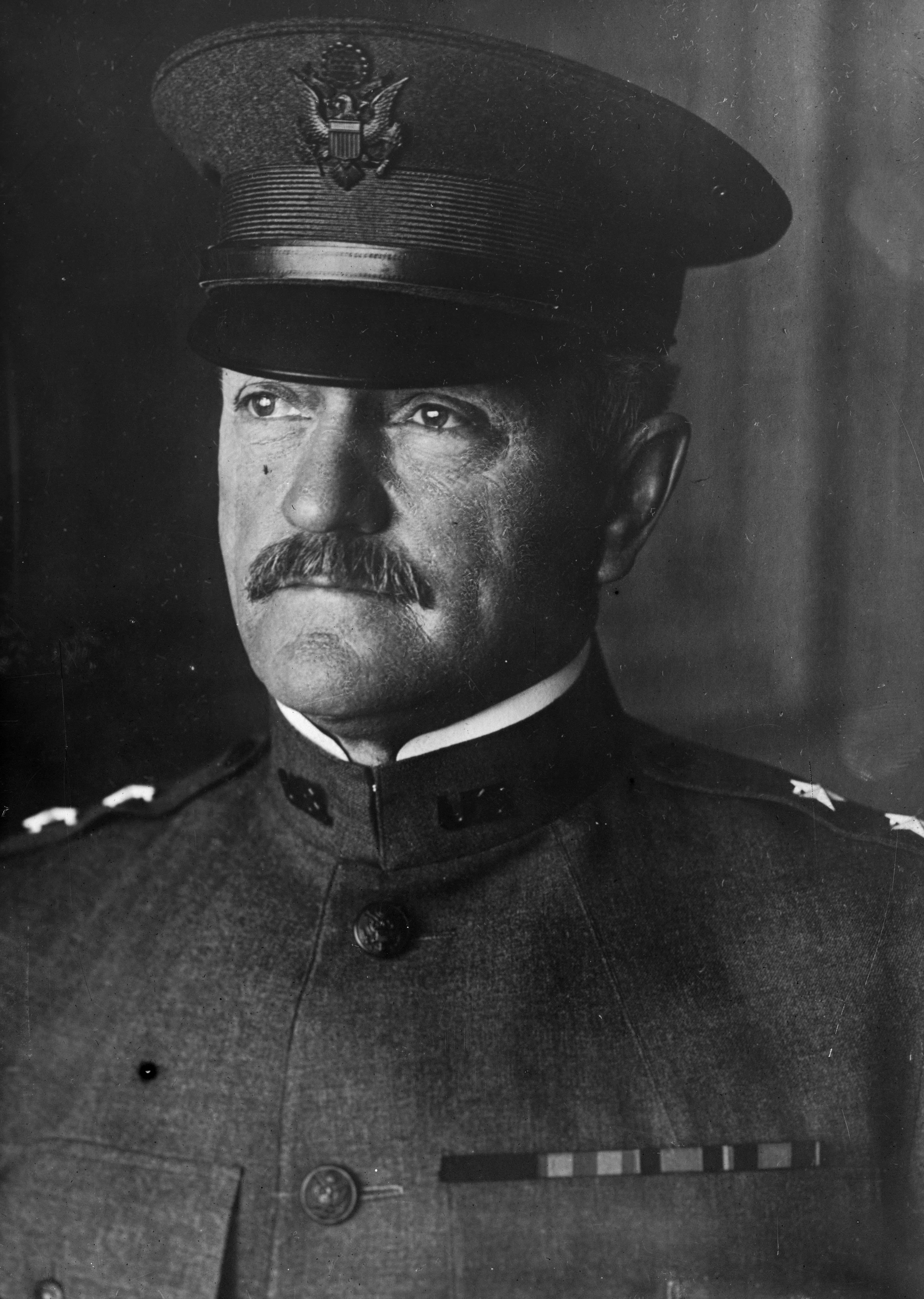
約翰·潘興，1917年攝

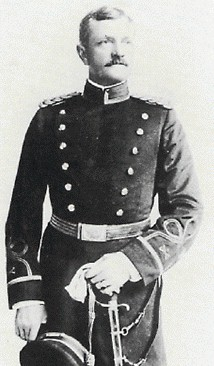
約翰·潘興

約翰·約瑟夫·潘興（英語：John Joseph Pershing，1860年9月13日—1948年6月15日），第一次世界大战時任美國遠征軍總司令（1917-1918）、美國軍事家、陆军特級上將（General of the Armies）。潘兴在第一次世界大戰中領導美國遠征軍取得勝利，也是众多美國陸軍將軍的導師，這些將軍包括喬治·馬歇爾、德懷特·艾森豪威爾、奧馬爾·布拉德利、喬治·巴頓和道格拉斯·麦克阿瑟，他们曾在第二次世界大战中发挥重要作用。
1860年出生於密蘇里州，祖上是18世纪德国移民，1886年畢業於西點軍校。1894年在美国內布拉斯加大學林肯分校任职期间创立潘興步槍隊（Pershing Rifles）的组织，致力于各种体能、精神等的选拔和训练来培养未来陆军、海军和空军中的优秀军官。后来，包括肯塔基大学（Company-C-1）在内的部分美国公立大学和私立大学中的ROTC Program都设立了潘興步槍隊用于选拔训练和培养未来的军中精英。在政界，部队和商界中，曾经的PR Actives们都有不俗的表现，包括第65任美國國務卿科林·鲍威尔、 威廉·E·沃德在内的众多杰出人士都曾是潘興步槍隊入选成员。
1905年擔任美國駐日大使館武官、並作為日俄戰爭的觀察團員，同年與弗朗西斯·沃倫參議員的女兒海倫·沃倫成婚。
在美國參與第一次世界大戰時，伍德羅·威爾遜總統考慮動員軍隊加入戰鬥。潘興在墨西哥的上司弗雷德里克·福斯頓是美國遠征軍指揮官的首選，但是他於1917年2月19日突然心臟病發作而死。在美國參戰後，威爾遜總統與潘興簡短的面談後任命他為美國遠征軍指揮官，他擔任此職直到1918年一戰結束。潘興從少將升為上將，他負責組織，培訓和補給一個結合專業軍人、徵兵和國民警衛隊的部隊，最終從27,000經驗不足的新兵擴展到兩個軍團（第三個軍團正在形成時一戰結束）總共超過200萬士兵。
為了表彰他在第一次世界大戰期間的傑出服務，美國國會於1919年授權總統升潘興為美國陸軍特级上将，這是特別為他而設立的美軍最高軍階，他是美軍史上第一個獲得此軍階的人。
1921年，任美國陸軍參謀長。1948年去世后，約翰·潘興被葬於阿靈頓國家公墓。

## 榮譽
- 美國內華達州一個縣被命名為潘興縣。
- 美軍於二戰末開發了一款新型中戰車，以其命名為M26潘興戰車。
- 美軍將一款中程彈道飛彈以其命名為潘興Ⅰ中程彈道飛彈（英语：MGM-31 Pershing）和潘興Ⅱ中程彈道飛彈。